# آنتیوخوس اسکالنی
آنتیوخوس اسکالنی (زبان یونانی: Άντίοχος ὁ Ἀσκαλώνιος؛ ۱۳۵/۱۳۰ پیش از میلاد – ۶۸ پیش از میلاد) یک فیلسوف افلاطونی اهل امپراتوری سلوکی در قرن اول قبل از میلاد بود که شک‌گرایی را رد کرد و آموزه‌های رواقی را با افلاطونیسم به‌عنوان اولین فیلسوف در سنت افلاطونی میانه آمیخت.
آنتیوخوس در اوایل زندگی خود به آتن نقل مکان کرد و شاگرد فیلو از لاریسا در آکادمی افلاطونی شد، اما در ادامه شک‌گرایی آکادمیک غالب فیلو و پیشینیانش را رد کرد. این امر منجر به استعفای او از آکادمی و تأسیس مدرسه خود شد، که او آن را «آکادمی قدیمی» نامید، زیرا ادعا می‌کرد که به آموزه‌های اصلی افلاطونی نزدیکتر است که معتقد بود توسط شک‌گرایان آکادمی جدید تحت نظر فیلو خیانت شده است. شاگردان او در این مؤسسه جدید شامل سیاستمداران رومی مارکوس ترنتیوس وارو و سیسرون بودند. آنتیوخوس همچنین دوست سیاستمدار و ژنرال رومی لوکولوس بود که او را در سفری به شمال آفریقا و لشکرکشی به ارمنستان همراهی کرد.